# 학교는 끝났다
《학교는 끝났다》(프랑스어: L'heure de la sortie)는 2018년 베니스 영화제에서 상영한 프랑스의 스릴러 영화이다.

## 출연

### 주연
- 로랑 라피트 : 피에르 역
- 파스칼 그레고리 : 폰친 역
- 엠마누엘 베르코 : 캐서린 역

### 조연
- 그레고리 몬텔 : 미셸 역
- 토마 시메카 : 빅터 역
- 안느 루아레 : 순경 역
- 루아나 바야미 : 아폴린 역
- 그링주 : 스티브 역
- 아델 카스티용 : 클라라 역

## 수상
- 2018년 제75회 베니스국제영화제 스콘피니
- 2018년 제62회 런던 국제 영화제 컬트
- 2018년 제51회 시체스영화제 수상 오피셜 판타스틱 - 특별언급 (세바스티앙 마르니에)
- 2019년 제26회 제라르메 국제판타스틱영화제 비경쟁부문
- 2019년 제66회 시드니 영화제 장편영화, 프랑스영화
- 2019년 제37회 뮌헨 국제영화제 국제 인디펜던트 부문
- 2020년 제27회 제라르메 국제판타스틱영화제 비경쟁부문